# Bir Narayan Chaudhary
Bir Narayan Majhi Chaudhari (en népalais : वीर नारायण चौधरी ; 1856 ? – 20 avril 1998) était un Népalais qui prétendait être la personne la plus âgée de tous les temps. Il est décédé à l'âge autoproclamé de 141 ans. Bir n'a pas pu justifier sa longévité par des documents et, faute d'acte de naissance, le Livre Guinness des records ne l'identifie pas comme la personne la plus âgée du monde.

## Biographie
Bir Narayan Majhi Chaudhari prétend être né en 1856. Fils d'un propriétaire terrien, il fut éleveur de bétail dans le village de Khanar, près de Katmandou, Chaudhari aurait dirigé la première équipe d'arpentage de la région, menée en 1888. Fumeur jusqu'à la fin de sa vie, Chaudhari s'est fait connaître au milieu des années 1990, lorsque la télévision et la presse népalaises ont commencé à parler de son âge avancé. En 1997, il a été honoré par le roi Birendra du Népal.
Chaudhari a eu un fils et une fille de sa première épouse, tous deux décédés avant lui, et une fille de sa seconde épouse. À sa mort, en 1998, il avait quatre petits-enfants, 15 arrière-petits-enfants et quatre arrière-arrière-petits-enfants.
Bir Narayan Majhi Chaudhari décède le 20 avril 1998 à Katmandou, au Népal.